# Занін Василь Іванович
Василь Іванович Занін (10 березня 1962) — радянський і український футболіст, воротар. Відомий виступами в складі клубів «Торпедо» (Таганрог) і «Зоря» (Луганськ).

## Спортивна біографія
В 1981—1984 роках виступав у складі клубу «Торпедо» (Таганрог) в Другій лізі першості СРСР.
В 1985 році перейшов у клуб «Зоря» (Ворошиловград), який незадовго до цього також вибув до Другої ліги. Два роки був основним воротарем клубу. його конкурентами по позиції були відомі футболісти - досвідчений Олександр Ткаченко (чемпіон СРСР 1972) і молодий Олег Суслов (майбутній основний воротар збірної України). В 1986 році «Зоря» стала переможцем Другої ліги і здобула путівку в Першу лігу. Наприкінці сезону Занін зламав руку на тренуванні, через що клуб був змушений повернути в склад Ткаченка, який щойно закінчив кар'єру.
Оговтавшись від травми, Занін не залишився в «Зорі», а повернувся в «Торпедо» (Таганрог). В 1988 році команда в третій зоні Другої ліги, в боротьбі за перше місце, набрала однакову кількість очок з клубом «Цемент» (Новоросійськ). Для визначення переможця був проведений додатковий матч, у якому переміг «Цемент» з рахунком 2:0.
В 1990 році виступав у команді «Шахтар» (Шахти). В першому чемпіонаті України після здобуття незалежності, Занін виступав у клубі «Вагонобудівник» (Стаханов), що грав у Першій лізі. Клуб зайняв передостаннє місце і вилетів у Другу лігу. В кінці сезону 1992/93 Василь Занін завершив професійну кар'єру.

## Титули та досягнення
- Чемпіон УРСР: (1)

«Зоря» (Ворошиловград): 1986
- Чемпіон Другої ліги СРСР: (1)

«Зоря» (Ворошиловград): 1986